# Californosaurus

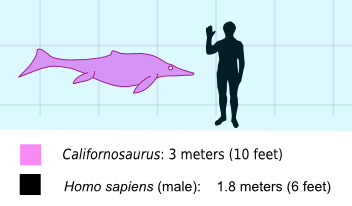
Californosaurus con un humano a escala.

Californosaurus ('lagarto de California') es un género extinto de ictiosaurio, un reptil extinto, procedente del lecho de piedra caliza Hosselkus (periodo Carniense, Triásico Superior) de California, Estados Unidos. Previamente había sido conocido como Shastasaurus perrini y Delphinosaurus ('lagarto delfín') perrini. Es uno de los ictiosaurios verdaderos (Euichthyosauria) más basales que se conocen. Su cabeza con hocico alargado es pequeña comparándola con el resto del cuerpo, como en ictiosarios más primitivos como Mixosaurus y Cymbospondylus. La cola se orienta hacia abajo bruscamente, como en los ictiosaurios más avanzados, con una pequeña aleta vertical. También pudo haber tenido una pequeña aleta dorsal. Tenía un bajo número de vértebras presacrales (45 a 50). Las falanges (huesos de los dedos) son circulares y ampliamente espaciados, dándole a sus aletas una apariencia redondeada. Californosaurus era de cerca de tres metros de largo. Se alimentaba de peces y otras pequeñas criaturas marinas. Como el resto de ictiosaurios probablemente nunca se aventuraba en tierra firme, y daba a luz sus crías en el mar.